# Curvatura de camp (Petzval)
 No s'ha de confondre amb correcció de camp pla, que es refereix a la uniformitat de brillantor. 

Curvatura de camp: el pla de la imatge no és pla.

La Curvatura de camp o de Petzval  (s'anomena així per József Petzval), descriu l'aberració òptica en què un objecte pla normal a l'eix òptic (o un objecte que no sigui pla més enllà de la distància hiperfocal) no es pot enfocar sobre el pla d'una imatge plana.
Imaginem un sistema "ideal" de lents d'un sol element per al qual tots els fronts d'ona planar s'enfoquen a un punt d'una distància f  a partir de la lent. Al col·locar aquest objectiu a una distància f  d'un sensor d'imatge pla, els punts de la imatge a prop de l'eix òptic estaran en focus perfecte, però els raigs fora de l'eix es veuen amb més claredat abans d'on està el sensor d'imatge, caient pel cosinus de l'angle que fan amb l'eix òptic.
Aquest és un problema menor quan la superfície de projecció d'imatge és esfèrica (no plana com abans), com és el cas de l'ull humà. La majoria dels objectius fotogràfics.